# Sixième circonscription de Seine-et-Marne
La sixième circonscription de Seine-et-Marne est représentée lors de la XVIe législature de la Cinquième République par Béatrice Roullaud.

## Description géographique et démographique

La sixième circonscription de Seine-et-Marne de 1986 à 2012

Avant le redécoupage de 2010, la sixième circonscription de Seine-et-Marne recouvrait l'extrême nord du département, sur une bande de terre allant de Mitry-Mory, dans la région de Roissy en banlieue parisienne, à l'Aisne, en passant par le nord de la ville de Meaux. Elle incluait donc aussi bien des zones fortement urbanisées que des territoires beaucoup plus ruraux. Elle était composée des quatre cantons ci-dessous :
- canton de Mitry-Mory : 23 346 habitants
- canton de Dammartin-en-Goële : 40 044 habitants
- canton de Meaux-Nord : 46 472 habitants
- canton de Lizy-sur-Ourcq : 23 153 habitants

D'après les chiffres du recensement de 1999, la circonscription était alors peuplée de 133 015 habitants.
Aujourd'hui, elle est composée des cantons suivants (selon le découpage des cantons antérieur à 2015) :
Lizy-sur-Ourcq, Meaux Nord, Meaux Sud
et une portion du canton de Dammartin-en-Goële : les communes de Cuisy, Forfry, Gesvres-le-Chapitre, Juilly, Marchémoret, Montgé-en-Goële, Monthyon, Oissery, Le Plessis-l'Évêque, Rouvres, Saint-Mard, Saint-Pathus, Saint-Soupplets et Vinantes.

## Description politique
La sixième circonscription de Seine-et-Marne est une circonscription relativement ouverte. En effet, si la gauche n'a pu se présenter au second tour en 1993 à cause du maintien du candidat FN, elle a pu prendre sa revanche en 1997 en prenant la circonscription à la droite à la faveur d'une triangulaire, et la droite a repris la circonscription confortablement en 2002, avec un rapport de 60/40 au second tour, soit 7 500 voix d'avance.

## Historique des résultats
| Législature | Début de mandat | Fin de mandat   | Député               | Parti politique | Observations |
| ----------- | --------------- | --------------- | -------------------- | --------------- | --- |
| IXe         | 23 juin 1988    | 1er avril 1993  | Robert Le Foll       | PS              | |
| Xe          | 2 avril 1993    | 21 avril 1997   | Pierre Quillet       | RPR             | Mandat écourté à la suite d'une dissolution parlementaire décidée par Jacques Chirac.                                                            |
| XIe         | 12 juin 1997    | 18 juin 2002    | Nicole Bricq         | PS              | |
| XIIe        | 19 juin 2002    | 18 juillet 2002 | Jean-François Copé   | UMP             | démissionne pour occuper un poste au gouvernement le 18 juillet 2002. Est remplacé par Roger Boullonnois, son suppléant.                         |
| XIIe        | 18 juillet 2002 | 19 juin 2007    | Roger Boullonnois    | UMP             | démissionne pour occuper un poste au gouvernement le 18 juillet 2002. Est remplacé par Roger Boullonnois, son suppléant.                         |
| XIIIe       | 20 juin 2007    | 19 juin 2012    | Jean-François Copé   | UMP             | |
| XIVe        | 20 juin 2012    | 20 juin 2017    | Jean-François Copé   | UMP             | |
| XVe         | 21 juin 2017    | 21 juin 2022    | Jean-François Parigi | LR              | Remplacé par Bernadette Beauvais après l'élection de J.-F. Parigi comme président du conseil départemental de Seine-et-Marne le 1er juillet 2021 |

## Historique des élections

### Élections de 1988
| Candidat       | Candidat                     | Parti           | Premier tour | Premier tour | Second tour | Second tour |  |
| Candidat       | Candidat                     | Parti           | Voix         | %            | Voix        | %           |  |
| -------------- | ---------------------------- | --------------- | ------------ | ------------ | ----------- | ----------- |  |
|                | Robert Le Foll sortant réélu | PS              | 16 514       | 42,32        | 23 093      | 56,6        |  |
|                | Pierre Meutey                | UDF (CDS) (URC) | 11 889       | 30,47        | 17 708      | 43,4        |  |
|                | Michel Tellier               | FN              | 5 959        | 15,27        |             |             |  |
|                | Jean-Pierre Bontoux          | PCF             | 4 663        | 11,95        |             |             |  |
|                |                              |                 |              |              |             |             |  |
| Inscrits       | Inscrits                     | Inscrits        | 63 590       | 100,00       | 63 561      | 100,00      |  |
| Abstentions    | Abstentions                  | Abstentions     | 23 905       | 37,59        | 21 579      | 33,95       |  |
| Votants        | Votants                      | Votants         | 39 685       | 62,41        | 41 982      | 66,05       |  |
| Blancs et nuls | Blancs et nuls               | Blancs et nuls  | 660          | 1,66         | 1 181       | 2,81        |  |
| Exprimés       | Exprimés                     | Exprimés        | 39 025       | 98,34        | 40 801      | 97,19       |  |

La suppléante de Robert Le Foll était Laure Greuzat

### Élections de 1993
| Candidat       | Candidat            | Parti          | Premier tour | Premier tour | Second tour | Second tour |  |
| Candidat       | Candidat            | Parti          | Voix         | %            | Voix        | %           |  |
| -------------- | ------------------- | -------------- | ------------ | ------------ | ----------- | ----------- |  |
|                | Pierre Quillet élu  | RPR            | 12 249       | 27,92        | 21 810      | 64,27       |  |
|                | Jean-François Jalkh | FN             | 8 234        | 18,77        | 12 124      | 35,73       |  |
|                | Jean Lion           | PS (ADFP)      | 6 829        | 15,57        |             |             |  |
|                | Jean-Pierre Bontoux | PCF            | 4 580        | 10,44        |             |             |  |
|                | Pierre Meutey       | UDF (PR)       | 4 329        | 9,87         |             |             |  |
|                | Lucien Chabason     | GÉ (EÉ)        | 3 086        | 7,03         |             |             |  |
|                | Jocelyne Michel     | RDRP           | 1 390        | 3,17         |             |             |  |
|                | Gérard Alvarado     | LT-LNÉ         | 1 150        | 2,62         |             |             |  |
|                | Georges Millot      | LO             | 916          | 2,09         |             |             |  |
|                | Agnès Leroulier     | UÉD            | 588          | 1,34         |             |             |  |
|                | Michel Naudin       | UDI            | 521          | 1,19         |             |             |  |
|                |                     |                |              |              |             |             |  |
| Inscrits       | Inscrits            | Inscrits       | 68 355       | 100,00       | 68 352      | 100,00      |  |
| Abstentions    | Abstentions         | Abstentions    | 22 467       | 32,87        | 26 368      | 38,58       |  |
| Votants        | Votants             | Votants        | 45 888       | 67,13        | 41 984      | 61,42       |  |
| Blancs et nuls | Blancs et nuls      | Blancs et nuls | 2 016        | 4,39         | 8 050       | 19,17       |  |
| Exprimés       | Exprimés            | Exprimés       | 43 872       | 95,61        | 33 934      | 80,83       |  |

Le suppléant de Pierre Quillet était Daniel Maurice, agriculteur, maire de Gesvres-le-Chapitre.

### Élections de 1997
| Candidat       | Candidat                | Parti          | Premier tour | Premier tour | Second tour | Second tour |  |
| Candidat       | Candidat                | Parti          | Voix         | %            | Voix        | %           |  |
| -------------- | ----------------------- | -------------- | ------------ | ------------ | ----------- | ----------- |  |
|                | Jean-François Copé      | RPR            | 13 028       | 28,72        | 20 066      | 40,73       |  |
|                | Nicole Bricq élue       | PS             | 10 339       | 22,79        | 21 720      | 44,09       |  |
|                | Marie-Christine Arnautu | FN             | 9 800        | 21,6         | 7 478       | 15,18       |  |
|                | Jean-Pierre Bontoux     | PCF            | 6 716        | 14,81        |             |             |  |
|                | Alexandre Figour        | GÉ             | 2 592        | 5,71         |             |             |  |
|                | Georges Millot          | LO             | 1 571        | 3,46         |             |             |  |
|                | Bernard Chalumeau       | LDI (MPF)      | 1 109        | 2,44         |             |             |  |
|                | Khoudir Khaldi          | Divers gauche  | 207          | 0,46         |             |             |  |
|                |                         |                |              |              |             |             |  |
| Inscrits       | Inscrits                | Inscrits       | 70 116       | 100,00       | 70 107      | 100,00      |  |
| Abstentions    | Abstentions             | Abstentions    | 22 896       | 32,65        | 19 386      | 27,65       |  |
| Votants        | Votants                 | Votants        | 47 220       | 67,35        | 50 721      | 72,35       |  |
| Blancs et nuls | Blancs et nuls          | Blancs et nuls | 1 858        | 3,93         | 1 457       | 2,87        |  |
| Exprimés       | Exprimés                | Exprimés       | 45 362       | 96,07        | 49 264      | 97,13       |  |

Jean-François Copé était député sortant de la cinquième circonscription de Seine-et-Marne, en tant que suppléant de Guy Drut.
Le suppléant de Nicole Bricq était Jean-Pierre Zellner, directeur de travaux, adjoint au maire d'Othis.

### Élections de 2002
| Candidat       | Candidat                | Parti          | Premier tour | Premier tour | Second tour | Second tour |  |
| Candidat       | Candidat                | Parti          | Voix         | %            | Voix        | %           |  |
| -------------- | ----------------------- | -------------- | ------------ | ------------ | ----------- | ----------- |  |
|                | Jean-François Copé élu  | UMP            | 20 243       | 43,98        | 24 339      | 59,02       |  |
|                | Nicole Bricq sortante   | PS             | 12 226       | 26,56        | 16 898      | 40,98       |  |
|                | Marie-Christine Arnautu | FN             | 7 251        | 15,75        |             |             |  |
|                | Jean-Pierre Bontoux     | PCF            | 3 097        | 6,73         |             |             |  |
|                | Sylviane Tastayre       | GÉ             | 773          | 1,68         |             |             |  |
|                | Georges Millot          | LO             | 523          | 1,14         |             |             |  |
|                | Madjeriba Hamzaoui      | LCR            | 516          | 1,12         |             |             |  |
|                | Jacques Oudin           | MNR            | 506          | 1,1          |             |             |  |
|                | Valérie Petion          | CPNT           | 325          | 0,71         |             |             |  |
|                | Agnès Pirou             | PT             | 295          | 0,64         |             |             |  |
|                | Cécile Gazeau           | MPF            | 276          | 0,6          |             |             |  |
|                |                         |                |              |              |             |             |  |
| Inscrits       | Inscrits                | Inscrits       | 74 341       | 100,00       | 74 339      | 100,00      |  |
| Abstentions    | Abstentions             | Abstentions    | 27 577       | 37,1         | 31 504      | 42,38       |  |
| Votants        | Votants                 | Votants        | 46 764       | 62,9         | 42 835      | 57,62       |  |
| Blancs et nuls | Blancs et nuls          | Blancs et nuls | 733          | 1,57         | 1 598       | 3,73        |  |
| Exprimés       | Exprimés                | Exprimés       | 46 031       | 98,43        | 41 237      | 96,27       |  |

Le suppléant de Jean-François Copé était Roger Boullonnois, artisan plombier, conseiller général du canton de Dammartin-en-Goële, maire de Saint-Mard. Roger Boullonnois remplaça Jean-François Copé, nommé membre du gouvernement, du 19 juillet 2002 au 19 juin 2007

### Élections de 2007
|                | Jean-François Copé sortant réélu | UMP            | 25 489 | 54,26  |  |  |  |
|                | Monique Papin                    | PS             | 8 839  | 18,82  |  |  |  |
|                | Jean-Pierre Bontoux              | PCF            | 3 711  | 7,9    |  |  |  |
|                | Yannick Péran                    | UDF–MoDem      | 2 721  | 6,55   |  |  |  |
|                | Marie-Christine Arnautu          | FN             | 2 642  | 5,62   |  |  |  |
|                | Julie Nouvion                    | Les Verts      | 948    | 2,02   |  |  |  |
|                | Jean-Marc Georges                | LCR            | 773    | 1,65   |  |  |  |
|                | Éric Harlé                       | LT-LNÉ         | 532    | 1,13   |  |  |  |
|                | Georges Millot                   | LO             | 355    | 0,76   |  |  |  |
|                | Georges Martin                   | MPF            | 317    | 0,67   |  |  |  |
|                | Jacques Oudin                    | MNR            | 287    | 0,61   |  |  |  |
|                | Olivier Fischer                  | Divers         | 206    | 0,44   |  |  |  |
|                | Alain Muller                     | PT             | 155    | 0,33   |  |  |  |
|                |                                  |                |        |        |  |  |  |
| Inscrits       | Inscrits                         | Inscrits       | 81 812 | 100,00 |  |  |  |
| Abstentions    | Abstentions                      | Abstentions    | 34 250 | 41,86  |  |  |  |
| Votants        | Votants                          | Votants        | 47 562 | 58,14  |  |  |  |
| Blancs et nuls | Blancs et nuls                   | Blancs et nuls | 587    | 1,23   |  |  |  |
| Exprimés       | Exprimés                         | Exprimés       | 46 975 | 98,77  |  |  |  |

### Élections de 2012
| Candidat       | Candidat                         | Parti          | Premier tour | Premier tour | Second tour | Second tour |  |
| Candidat       | Candidat                         | Parti          | Voix         | %            | Voix        | %           |  |
| -------------- | -------------------------------- | -------------- | ------------ | ------------ | ----------- | ----------- |  |
|                | Jean-François Copé sortant réélu | UMP            | 19 604       | 45,14        | 24 178      | 59,53       |  |
|                | Caroline Pinet                   | EÉLV (PS)      | 12 586       | 28,98        | 16 437      | 40,47       |  |
|                | Marie-Christine Arnautu          | FN             | 6 906        | 15,90        |             |             |  |
|                | Guillaume Quercy                 | FG (PCF)       | 2 847        | 6,55         |             |             |  |
|                | Niubo Andreu Victor Manuel       | MoDem          | 463          | 1,07         |             |             |  |
|                | Cécile Dubois                    | AÉI            | 407          | 0,94         |             |             |  |
|                | Annie Rieupet                    | LO             | 239          | 0,55         |             |             |  |
|                | Élisabeth Gros                   | DLR            | 215          | 0,50         |             |             |  |
|                | Dominique Pennachioni            | Cap21          | 167          | 0,38         |             |             |  |
|                |                                  |                |              |              |             |             |  |
| Inscrits       | Inscrits                         | Inscrits       | 74 061       | 100,00       | 74 055      | 100,00      |  |
| Abstentions    | Abstentions                      | Abstentions    | 30 152       | 40,71        | 32 265      | 43,57       |  |
| Votants        | Votants                          | Votants        | 43 909       | 59,29        | 41 790      | 56,43       |  |
| Blancs et nuls | Blancs et nuls                   | Blancs et nuls | 475          | 1,08         | 1 175       | 2,81        |  |
| Exprimés       | Exprimés                         | Exprimés       | 43 434       | 98,92        | 40 615      | 97,19       |  |

### Élections de 2017
|                                                                               |                                                                              |                           |                           |                          |                          |
|                                                                               |                                                                              | Premier tour 11 juin 2017 | Premier tour 11 juin 2017 | Second tour 18 juin 2017 | Second tour 18 juin 2017 |
|                                                                               |                                                                              |                           |                           |                          |                          |
|                                                                               |                                                                              | Nombre                    | % des inscrits            | Nombre                   | % des inscrits           |
| Inscrits                                                                      | Inscrits                                                                     | 78 125                    | 100,00                    | 78 121                   | 100,00                   |
| Abstentions                                                                   | Abstentions                                                                  | 43 437                    | 55,60                     | 48 843                   | 62,52                    |
| Votants                                                                       | Votants                                                                      | 34 688                    | 44,40                     | 29 278                   | 37,48                    |
|                                                                               |                                                                              |                           | % des votants             |                          | % des votants            |
| Bulletins blancs                                                              | Bulletins blancs                                                             | 578                       | 1,67                      | 2 407                    | 8,22                     |
| Bulletins nuls                                                                | Bulletins nuls                                                               | 152                       | 0,44                      | 801                      | 2,74                     |
| Suffrages exprimés                                                            | Suffrages exprimés                                                           | 33 958                    | 97,90                     | 26 070                   | 89,04                    |
|                                                                               |                                                                              |                           |                           |                          |                          |
| Candidat Étiquette politique (partis et alliances)                            | Candidat Étiquette politique (partis et alliances)                           | Voix                      | % des exprimés            | Voix                     | % des exprimés           |
|                                                                               |                                                                              |                           |                           |                          |                          |
|                                                                               | Laëtitia Martig-Decès La République en marche                                | 10 298                    | 30,33                     | 11 703                   | 44,89                    |
|                                                                               | Jean-François Parigi Les Républicains (Union des démocrates et indépendants) | 8 115                     | 23,90                     | 14 367                   | 55,11                    |
|                                                                               | Béatrice Roullaud Front national                                             | 6 437                     | 18,96                     |                          |                          |
|                                                                               | Valérie Delage La France insoumise                                           | 4 898                     | 14,42                     |                          |                          |
|                                                                               | Séverine Leclercq Europe Écologie Les Verts                                  | 1 170                     | 3,45                      |                          |                          |
|                                                                               | Martial Souverain Parti socialiste                                           | 1 064                     | 3,13                      |                          |                          |
|                                                                               | Vincent Morelle Debout la France                                             | 754                       | 2,22                      |                          |                          |
|                                                                               | Coralie Jobelin Parti communiste français                                    | 475                       | 1,40                      |                          |                          |
|                                                                               | Thierry Gasniere Divers (Union populaire républicaine)                       | 271                       | 0,80                      |                          |                          |
|                                                                               | Annie Rieupet Lutte ouvrière                                                 | 256                       | 0,75                      |                          |                          |
|                                                                               | Jonathan Legentil Extrême droite (Souveraineté, identité et libertés)        | 220                       | 0,65                      |                          |                          |
| Source : Ministère de l'Intérieur - Sixième circonscription de Seine-et-Marne |                                                                              |                           |                           |                          |                          |

Jean-François Parigi est élu au terme des élections départementales de 2021 en Seine-et-Marne président du conseil départemental de Seine-et-Marne le 1er juillet 2021, mandat incompatible avec celui de député dans le cadre de la législation limitant le cumul des mandats en France. Sa suppléante, Bernadette Beauvais, maire (SE) de la commune d’Étrépilly, souhaitant elle aussi conserver son mandat, le siège de député de la sixième circonscription de Seine-et-Marne est laissé vacant jusqu'aux élections législatives françaises de 2022, car le code électoral prévoit qu'il ne peut être organisé d'élections législatives partielles moins d'un an avant l'expiration des pouvoirs de l'assemblée nationale, prévue en juin 2022.

### Élections de 2022
Les élections législatives françaises de 2022 se déroulent les dimanches 12 et 19 juin 2022.
| Résultats des élections législatives des 12 et 19 juin 2022 de la 6e circonscription de Seine-et-Marne |                          |                          |                          |              |              |             |             |
| Candidats                                                                                              | Candidats                | Parti et coalition       | Nuance                   | Premier tour | Premier tour | Second tour | Second tour |
| Candidats                                                                                              | Candidats                | Parti et coalition       | Nuance                   | Voix         | %            | Voix        | %           |
| | Béatrice Roullaud        | RN                       | RN                       | 9 044        | 26,97        | 15 399      | 52,12       |
| | Valérie Delage           | LFI (NUPES)              | NUP                      | 8 986        | 26,80        | 14 144      | 47,88       |
| | Fatna Mekidiche          | LREM (ENS)               | ENS                      | 5 976        | 17,82        |             |             |
| | Hamida Rezeg             | LR (UDC)                 | LR                       | 4 943        | 14,74        |             |             |
| | Claire Murcia            | REC                      | REC                      | 1 667        | 4,97         |             |             |
| | Nathalie Moine           | GRS (FGR)                | DVG                      | 1 262        | 3,76         |             |             |
| | Dragan Klisaric          | PA                       | ECO                      | 660          | 1,97         |             |             |
| | Valentin Salamone        | DLF (UPF)                | DSV                      | 628          | 1,87         |             |             |
| | Annie Rieupet            | LO                       | DXG                      | 368          | 1,10         |             |             |
| Suffrages exprimés                                                                                     | Suffrages exprimés       | Suffrages exprimés       | Suffrages exprimés       | 33 534       | 97,59        | 29 543      | 88,65       |
| Votes blancs                                                                                           | Votes blancs             | Votes blancs             | Votes blancs             | 653          | 1,90         | 3 089       | 9,27        |
| Votes nuls                                                                                             | Votes nuls               | Votes nuls               | Votes nuls               | 176          | 0,51         | 692         | 2,08        |
| Total                                                                                                  | Total                    | Total                    | Total                    | 34 363       | 100          | 33 324      | 100         |
| Abstention                                                                                             | Abstention               | Abstention               | Abstention               | 47 193       | 57,87        | 48 243      | 59,15       |
| Inscrits / participation                                                                               | Inscrits / participation | Inscrits / participation | Inscrits / participation | 81 556       | 42,13        | 81 567      | 40,85       |

### Élections de 2024
| Candidats                | Candidats                | Parti et coalition       | Nuance                   | Premier tour | Premier tour | Second tour | Second tour |
| Candidats                | Candidats                | Parti et coalition       | Nuance                   | Voix         | %            | Voix        | %           |
| ------------------------ | ------------------------ | ------------------------ | ------------------------ | ------------ | ------------ | ----------- | ----------- |
|                          | Béatrice Roullaud        | RN                       | RN                       | 20 994       | 40,81        | 24 362      | 52,50       |
|                          | Amal Bentounsi           | LFI (NFP)                | UG                       | 15 548       | 30,22        | 22 041      | 47,50       |
|                          | Régis Sarazin,           | SE (UDC)                 | DVD                      | 13 739       | 26,70        | Retrait     | Retrait     |
|                          | Annie Rieupet            | LO                       | EXG                      | 1 167        | 2,27         |             |             |
|                          |                          |                          |                          |              |              |             |             |
| Votes valides            | Votes valides            | Votes valides            | Votes valides            | 51 448       | 97,24        | 46 403      | 89,17       |
| Votes blancs             | Votes blancs             | Votes blancs             | Votes blancs             | 1 116        | 2,11         | 4 606       | 8,85        |
| Votes nuls               | Votes nuls               | Votes nuls               | Votes nuls               | 346          | 0,65         | 1 027       | 1,97        |
| Total                    | Total                    | Total                    | Total                    | 52 910       | 100          | 52 036      | 100         |
| Abstention               | Abstention               | Abstention               | Abstention               | 29 994       | 36,18        | 30 885      | 37,25       |
| Inscrits / participation | Inscrits / participation | Inscrits / participation | Inscrits / participation | 82 904       | 63,82        | 82 921      | 62,75       |